# 交響曲第3番 (ジャンニーニ)
交響曲第3番(Symphony No.3, for Band)は、ヴィットリオ・ジャンニーニが作曲した吹奏楽のための交響曲。

## 楽曲
1958年、デューク大学吹奏楽団と指揮者のポール・ブライアン(Paul Bryan)の委嘱を受け、休暇を過ごしていたローマで作曲された。ジャンニーニの5曲の交響曲のなかで唯一吹奏楽のために書かれており、ゴールドマン・バンドのために作曲された「前奏曲とアレグロ」に続く2作目の吹奏楽曲である。
ジャンニーニの作品のなかで特に演奏や録音の機会が多く、また吹奏楽の重要なレパートリーとして愛されている。伝統的な4楽章構成で書かれた、標題的な要素をもたない交響曲であり、表情豊かな旋律、明快な和声、動機展開へのジャンニーニの興味が反映されている。

## 楽器編成
| 木管 | 木管                                 | 金管  | 金管      | 弦・打 | 弦・打                                                                                   |
| ---- | ------------------------------------ | ----- | --------- | ------ | ---------------------------------------------------------------------------------------- |
| Fl.  | 2, Picc.                             | Crnt. | 3, Tp. 2  | Cb.    | ● (C.Fg.)                                                                                |
| Ob.  | 2                                    | Hr.   | 4         | Timp.  | ●                                                                                        |
| Fg.  | 2                                    | Tbn.  | 3         | 他     | シンバル（クラッシュ、サスペンデッド）、バスドラム、スネアドラム、トライアングル、ゴング |
| Cl.  | 3, E♭, Alto, Bass                    | Bar.  | ●         | 他     | シンバル（クラッシュ、サスペンデッド）、バスドラム、スネアドラム、トライアングル、ゴング |
| Sax. | Alt. 2 Ten. 1 Bar. 1 Bass.(Cb.Cl.) 1 | Tub.  | ● (div.2) | 他     | シンバル（クラッシュ、サスペンデッド）、バスドラム、スネアドラム、トライアングル、ゴング |

## 構成
全4楽章からなり、演奏時間は25分程度。循環形式は用いられていないが、全曲を通して旋律に完全四度音程を好んで使っている。
- 第1楽章 Allegro energico　2/2拍子、変ロ長調[4]、ソナタ形式。
- 第2楽章 Adagio　4/4拍子、変イ調、三部形式。
- 第3楽章 Allegretto　3/4拍子・6/8拍子、変ロ短調、二部形式（A-B-A-B'）。
- 第4楽章 Allegro con brio　4/4拍子、変ロ長調、ソナタ形式。